# The Man (песня Тейлор Свифт)
«The Man» (с англ. — «Мужчина», в контексте песни «Мужчиной») — песня американской певицы Тейлор Свифт, из её седьмого студийного альбома Lover. Песня была выпущена 28 января 2020 года на американских радиостанциях в качестве четвёртого сингла из альбома. Песня написана и спродюсирована самой Тейлор, а также Джоелем Литтлом. В этой песне, Тейлор рассуждает, как бы сложилась её карьера, если бы она была мужчиной.
Сингл занял 23-е место в американском Billboard Hot 100. Он вошел в первую 40-ку Австралии, Бельгии, Канаде, Чехии, Эстонии, Венгрии, Ирландии, Малайзии, Новой Зеландии, Норвегии, Сингапуре, Словакии и Соединенном Королевстве. 7 февраля 2020 года на YouTube был выпущен анимационный лирический клип на эту песню. 18 февраля 2020 года на всех музыкальных платформах была выпущена живая акустическая версия песни под названием «The Man (Live from Paris)».
Официальный музыкальный клип на песню был выпущен 27 февраля 2020 года. Режиссёром выступила сама Свифт. Он получил признание критиков за свою концепцию перевоплощения Свифт в мужчину. Клип также получил номинации Видео года и Лучшая режиссура на MTV Video Music Awards 2020, выиграв последнюю, что сделало Свифт первой женщиной-режиссёром в истории премии, выигравшей эту номинацию.

## Предпосылки

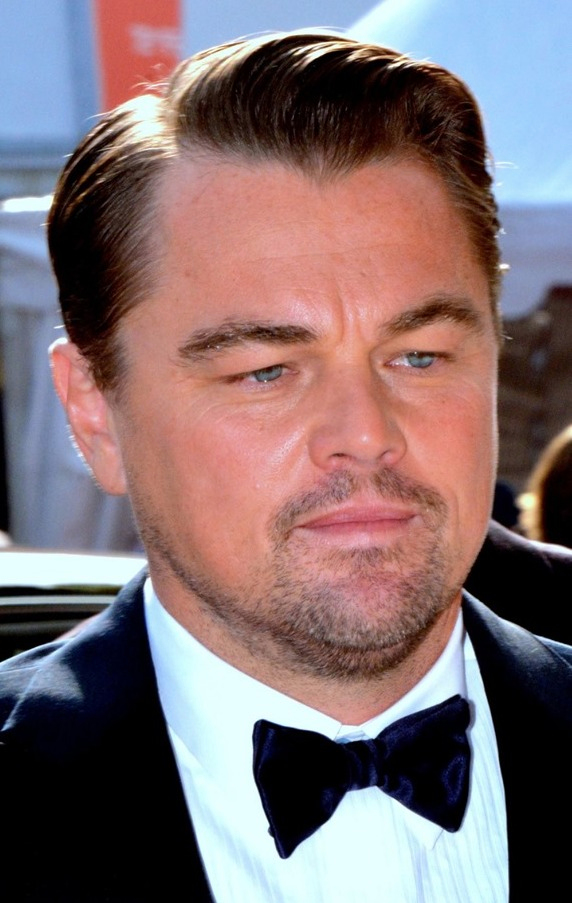
В тексте песни упоминается актёр Леонардо Ди Каприо.

Песня была анонсирована в интервью для журнала Vogue, которое вышло в свет 8 августа, 2019 года. Песня записана в жанре Синти-поп, и посвящена двойным стандартам и сексизму, которое очень часто встречается в современном обществе. В песне, Тейлор делает отсылку к Леонардо Ди Каприо, и его вилле в Сен-Тропе. Также, это вторая песня Тейлор, в которой используется мат, до этого, мат использовался в песне «I Did Something Bad» из альбома reputation, однако это первая песня, в которой Тейлор ругается дважды. 28 января 2020 года, песня была отправлена на американские радиостанции в качестве четвёртого сингла из альбома Lover.
7 января 2020 года, в 20:00 по московскому времени вышло официальное лирик-видео на сингл. 18 февраля 2020 года вышла запись песни с выступления в Париже, на концерте City of Lover. Одновременно с записью вышло официальное видео на эту запись.

## Видеоклип

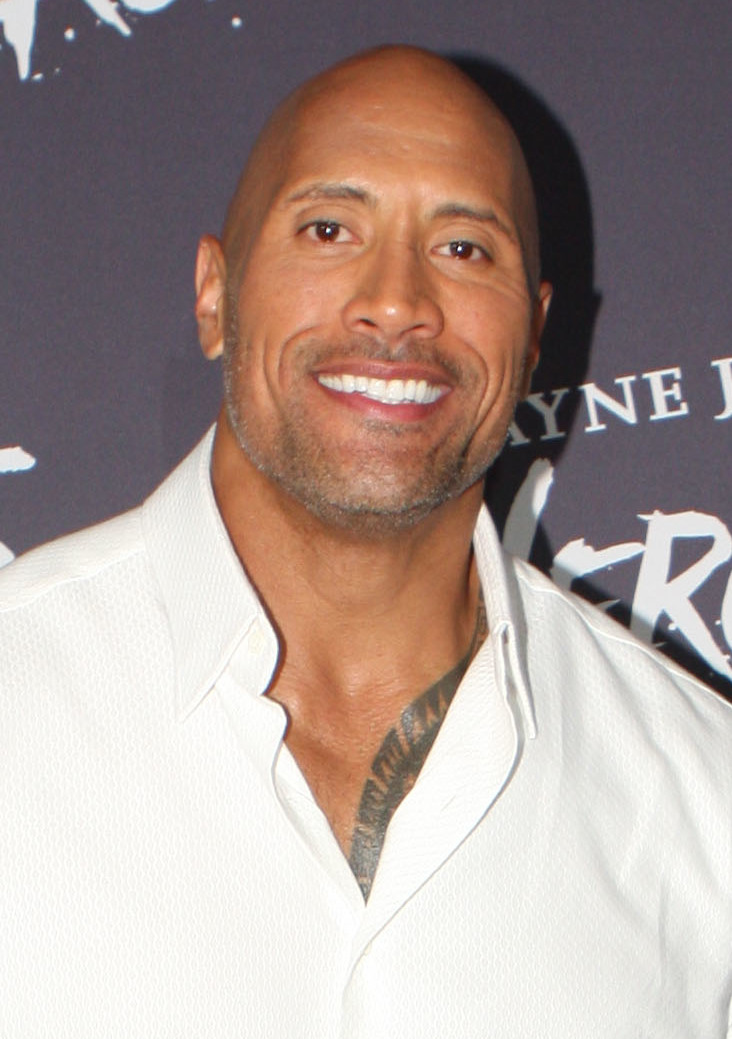
Актер Дуэйн Джонсон озвучил в клипе мужское альтер эго Тейлор Свифт.

25 января 2020 года, в своих социальных сетях Тейлор анонсировала выход видеоклипа 27 февраля. Режиссёром клипа стала сама Тейлор.

### Синопсис
Сюжет клипа повествует о стереотипном современном мужчине — он богат, он пользуется девушками, как куклами, для него не существует элементарных правил поведения, у него престижная работа, и он не привык проигрывать. Роль мужчины исполнила сама Тейлор. Голос персонажу подарил Дуэйн Джонсон.

## Критический приём
Песня «The Man» получила одобрение музыкальных критиков. Спенсер Корнхабер из The Atlantic назвал «The Man» «одной из самых прямолинейно запоминающихся песен» в альбоме Lover и далее назвал её «самым явным музыкальным заявлением Свифт о сексизме». По его мнению, упоминание Леонардо Ди Каприо является «самой запоминающейся» строкой песни. Бриттани Ходак из Forbes оценила песню как «самую важную из всех, которые она [Свифт] когда-либо написала». Она также заявила, что песня является «блестящим изображением тонкого и не очень тонкого сексизма, с которым женщины сталкиваются каждый день». Раиса Брунер из Time назвала песню «взрывным, придающим силы бопом», который является «гимном для всех, кто чувствует себя заблокированным сексистскими двойными стандартами». Сравнивая песню с альбомом Свифт 2017 года, Роб Шеффилд из Rolling Stone назвал «The Man» «праведной феминистской бомбой, которую Reputation могла бы использовать». Карл Уилсон из Slate считает, что песня «расширяет объектив и более убедительно обосновывает её [Свифт] претензии, чем в любом другом треке, который она когда-либо создала». Далее он описал песню как «режим синти-струны, очень напоминающий Haim», который «берёт на прицел сексистские двойные стандарты музыкальной индустрии и СМИ и просто продолжает стрелять в глаза».

## Коммерческий приём
С выходом альбома Lover, песня дебютировала в чарте Billboard Hot 100 на 23 строчке. Это был самый высокий дебют в чарте Billboard среди всех песен альбома Lover, включая промосингл «The Archer», не считая предыдущие синглы из альбома. На неделе оканчивающейся 7 марта 2020 года, песня вернулась в чарт на 92-ю строчку, а на следующей неделе сингл поднялся до 85 строчки. Сингл дебютировал на 4 строчке в чарте Rolling Stone Top 100.
Песня также вошла в чарты европейских стран, включая Великобританию, Ирландию и другие. Песня также была успешна в Океании, достигнув 17 строчки в Австралии и 15 в Новой Зеландии.

## Награды и номинации
На премии MTV Video Music Awards 2020, песня получила три номинации, из которых победила в одной:
| Год  | Премия                  | Номинация                        | Результат | Ref(s)        |
| ---- | ----------------------- | -------------------------------- | --------- | ------------- |
| 2020 | MTV Video Music Awards  | Видео года                       | Номинация | [ 24 ] [ 25 ] |
| 2020 | MTV Video Music Awards  | Лучшее видео с добрым посылом    | Номинация | [ 24 ] [ 25 ] |
| 2020 | MTV Video Music Awards  | Лучшая режиссура                 | Победа    | [ 24 ] [ 25 ] |
| 2020 | MTV Europe Music Awards | Best Video                       | Номинация | [ 26 ]        |
| 2021 | BMI Pop Awards          | Award-Winning Songs              | Победа    | [ 27 ]        |
| 2021 | BMI Pop Awards          | Publisher of the Year (Sony/ATV) | Победа    | [ 27 ]        |
| 2021 | Webby Awards            | Best Music Video                 | Номинация | [ 28 ]        |

## Живые исполнения
9 сентября, 2019 года, песня была исполнена в Париже, Франция, на концерте City of Lover. 11 октября, акустическая версия песни была исполнена на концерте Tiny Desk Concert, для NPR Music. 24 ноября, на церемонии American Music Awards Тейлор исполнила попурри из своих хитов, включая «The Man».
Тейлор должна была исполнить песню на церемонии Грэмми, 26 января, 2020 года, однако по неизвестным причинам Тейлор отменила своё выступление.
Песня «The Man» также была включена в сет-лист концертного тура the Eras Tour (2023), при этом певица надела пиджак из блесток Versace больших размеров. Кэтрин Маклафлин из Architectural Digest написала, что в сцене «используются строительные леса и офисный реквизит для имитации корпоративной среды», а Эмили Яр из The Washington Post отметила сходство с офисом, показанным в музыкальном клипе.

## Позиции в чартах
| Чарты (2019—2020)                   | Высшая позиция |
| ----------------------------------- | -------------- |
| Австралия (ARIA)                    | 17             |
| Австрия (Ö3 Austria Top 40)         | 66             |
| Бельгия/Фландрия (Ultratip)         | 18             |
| Бельгия/Валлония (Ultratip)         | 7              |
| Боливия (Monitor Latino)            | 5              |
| Канада (Billboard Canadian Hot 100) | 21             |
| Канада (Billboard AC Airplay)       | 32             |
| Канада (Billboard CHR/Top 40)       | 26             |
| Канада (Billboard Hot AC)           | 19             |
| Чехия (Singles Digitál Top 100)     | 33             |
| Эстония (Eesti Ekspress)            | 34             |
| Венгрия (Stream Top 40)             | 30             |
| Ирландия (IRMA)                     | 16             |
| Литва (AGATA)                       | 24             |
| Малайзия (RIM)                      | 12             |
| Нидерланды (Single Top 100)         | 62             |
| Новая Зеландия (Recorded Music NZ)  | 15             |
| Норвегия (VG-lista)                 | 24             |
| Португалия (AFP)                    | 52             |
| Шотландия (Scottish Singles Chart)  | 62             |
| Сингапур (RIAS)                     | 10             |
| Словакия (Singles Digitál Top 100)  | 31             |
| Швеция (Sverigetopplistan)          | 63             |
| Швейцария (Schweizer Hitparade)     | 80             |
| Великобритания (UK Singles Chart)   | 21             |
| США (Billboard Hot 100)             | 23             |
| США (Billboard Adult Contemporary)  | 21             |
| США (Billboard Adult Top 40)        | 9              |
| США (Billboard Mainstream Top 40)   | 20             |
| США, Rolling Stone Top 100          | 4              |
| Венесуэла (Anglo) (Record Report)   | 9              |
| Венесуэла (Pop) (Record Report)     | 34             |

## Сертификации
| Регион                                                                      | Сертификация | Продажи   |
| --------------------------------------------------------------------------- | ------------ | --------- |
| Великобритания (BPI)                                                        | Платиновый   | 600 000   |
| США (RIAA)                                                                  | Платиновый   | 1 000 000 |
| Данные о продажах + прослушиваниях приведены только на основе сертификации. |              |           |

## История релиза
| Регион            | Дата                 | Формат                     | Версия                        | Лейбл     | Ссылка |
| ----------------- | -------------------- | -------------------------- | ----------------------------- | --------- | ------ |
| Мир               | 23 августа 2019 года | Цифровая загрузка Стриминг | Оригинал                      | Republic  | [ 71 ] |
| Соединённые Штаты | 27 января 2020 года  | Hot adult contemporary     | Оригинал                      | Republic  | [ 72 ] |
| Соединённые Штаты | 28 января 2020 года  | Contemporary hit radio     | Оригинал                      | Republic  | [ 73 ] |
| Австралия         | 28 января 2020 года  | Contemporary hit radio     | Оригинал                      | Republic  | [ 74 ] |
| Италия            | 14 февраля 2020 года | Contemporary hit radio     | Оригинал                      | Universal | [ 75 ] |
| Мир               | 18 февраля 2020 года | Цифровая загрузка Стриминг | Запись с выступления в Париже | Republic  | [ 76 ] |